# Narciso Agúndez Montaño
Narciso Agúndez Montaño (Santa Anita, Los Cabos, Baja California Sur; 26 de octubre de 1958) es un político y funcionario mexicano que se desempeñó como gobernador de Baja California Sur entre el 5 de abril de 2005 y el 4 de abril de 2011. En 2012 renunció al Partido de la Revolución Democrática (PRD), partido por el que fue electo a su cargo.

## Trayectoria
Inicia su trayectoria en el año de 1984 como Director de Fomento Agropecuario y como Director de Servicios Públicos Municipales en Los Cabos a partir de 1986.

## Partido
Se afilia al Partido Acción Nacional, donde participa en Convención el 5 de noviembre de 1995 para elegir al candidato a la Presidencia Municipal de Los Cabos, la cual gana y la dirigencia nacional, estatal y municipal le entregan constancia como candidato de Acción Nacional, la cual días después le es arrebatada, según por irregularidades, y la candidatura fue otorgada a Sebastián Romo Carrillo.
Participa por el Partido del Trabajo en febrero de 1996, elección en la que no logra el triunfo, pero arrasa en el 90% de las casillas de San José del Cabo, cabecera municipal de Los Cabos.

## Presidente Municipal
En 1999, es postulado como candidato a presidente municipal de Los Cabos por la Coalición Democrática y del Trabajo, integrada por el Partido de la Revolución Democrática (PRD) y el Partido del Trabajo (PT). Llevando como candidato suplente a Roberto Valadez Arce, dirigente local del PRD, elección que gana y por primera vez llega un partido diferente al PRI a la alcaldía de Los Cabos.

## Gobernador
Años más tarde, Narciso Agúndez es diputado federal por el II Distrito Electoral Federal de Baja California Sur, que engloba los municipios de La Paz y Los Cabos, en este segundo municipio gana con el doble de la votación, cargo que ostentó hasta finales del 2004 cuando se retiró para contender por la gobernatura por la Coalición Democrática Sudcaliforniana, integrada por el PRD y por el partido Convergencia por la Democracia.
El 6 de febrero de 2005, derrota en la elección a Rodimiro Amaya Téllez, de la alianza por Baja California Sur, integrada por el Partido Revolucionario Institucional (PRI) y el Partido Verde Ecologista de México (PVEM), a Alfredo Porras Domínguez del Partido del Trabajo (PT), y a Luis Coppola Joffroy, del Partido Acción Nacional (PAN).

## Estancia en prisión y libre absolución
El día 24 de mayo de 2012 es tomado preso por peculado y recluido en el centro de readaptación social de La Paz. El auto fue dictado por Luis Alonso Polanco Reyes, secretario de acuerdo de la Mesa 1 del Juzgado Tercero de Primera Instancia del Ramo Penal, como encargado de despacho, en ausencia de Rosario del Carmen Palacios, la titular.
También fueron notificados de este otro auto Luis Armando Díaz, exsecretario general de Gobierno, quien compitió por el PRD para la gubernatura que ganó Covarrubias Villaseñor; Héctor Ibarra, exoficial mayor de Gobierno y excandidato del PAN a la alcaldía de La Paz; luis Alberto Gorostiza Nelson y Guillermo Jáuregui Moreno, exsecretario de Planeación Urbana y Ecología.
Agúndez salió de prisión el 14 de diciembre de 2012 y fue exonerado de todos los cargos en noviembre de 2014.